# Walking in the Rain (Flash and the Pan)
Walking in the Rain è un singolo del gruppo musicale australiano Flash and the Pan, pubblicato nel 1979 come estratto dal primo album in studio Flash and the Pan.

## Versione di Grace Jones
Nell'ottobre 1981 la cantante giamaicana Grace Jones ha realizzato una cover del brano includendola nel suo quinto album in studio Nightclubbing.

## Successo commerciale
Il singolo ottenne successo a livello mondiale.